# Al-Ubayyid
Al-Ubayyid (também El Obeid; em árabe: الأبيض) é a capital do estado de Cordofão do Sul, no centro do Sudão. Em 2008, a sua população era de 340.940 habitantes. É um importante centro de transportes: o término de uma linha ferroviária, a junção de várias estradas e rotas de caravanas de camelos, e ao final de uma rota de peregrinação da Nigéria. Foi fundada pelos paxás do Egito otomano em 1821, mas foi mais tarde destruída pelo madistas em 1883. Em seguida, foi reconstruída em 1898 após a queda do Império Madista.
A população desta cidade é de maioria muçulmana, com uma pequena presença cristã. A cidade hoje é o local de um aeroporto internacional e uma refinaria de petróleo. Al-Ubayyid abriga a Universidade de Kordofan, criada em 1990. A Missão das Nações Unidas no Sudão criou a sua base logística.
No setor dos transportes nos últimos anos tornou-se mais fáceis entre a cidade e a capital sudanesa, Cartum, devido à reparação e pavimentação de estradas, e o surgimento de várias empresas de ônibus particulares. A viagem de 500 quilômetros agora leva cerca de nove horas de ônibus de turismo.